# 知多横断道路
知多横断道路（ちたおうだんどうろ）は、愛知県半田市平和町から愛知県常滑市りんくう町に至る自動車専用道路。愛知道路コンセッションが管理する一般有料道路である。延長8.5キロメートル (km)。
中部国際空港連絡道路とあわせた総称はセントレアラインである。
高速道路ナンバリングによる路線番号は、知多半島道路（大高IC - 半田中央JCT間）・中部国際空港連絡道路ともに「E87」が割り振られている。
半田中央IC - 常滑IC間は愛知県道265号碧南半田常滑線、常滑IC - りんくうIC間は愛知県道522号中部国際空港線のそれぞれ一部である。

## 概要
知多横断道路の前身は1977年（昭和52年）に愛知県道路公社が建設した知多半島横断道路（ちたはんとうおうだんどうろ）である。当時、半田市と常滑市を結んでいた国道247号（現・愛知県道34号半田常滑線）が交通量の増加によって慢性的に渋滞を引き起こしており、新道の早期整備が望まれたことから愛知県道路公社が一般有料道路事業として開通させたものであった。
中部国際空港が常滑沖に建設されることが決まると、空港アクセス道路整備の一環として知多半島横断道路の4車線化と知多半島道路との接続が事業化され、2005年（平成17年）の空港開港に向けて工事着手した。既存の知多半島横断道路とほぼ並行（一部交差）する4車線の路盤を新設の上、半田市側では知多半島道路の半田常滑IC（現・半田中央IC）まで延伸し、同ICにジャンクションを併設して知多半島道路と接続。常滑市側では中部国際空港連絡道路との接続点となるりんくうICまで延伸された。路線名は知多横断道路に改称され、地域高規格道路となった。また旧道の路盤の大部分は側道として整備の上無料化され、愛知県道265号碧南半田常滑線の一般部として使用されている。
将来計画として半田中央JCTから名浜道路と接続する計画がある。また2027年には常滑JCT（仮称）で西知多道路と接続する予定である。
料金徴収期間は、1981年4月1日から2046年3月31日。

## 沿革
- 1977年（昭和52年）
  - 9月 : 知多半島横断道路の事業許可[5]。
  - 10月18日 : 工事着手[5]。
- 1981年（昭和56年）4月1日 : 知多半島横断道路供用開始[5]（愛知県道471号宝来常滑線）。
- 1995年（平成7年）3月31日 : 愛知県道265号碧南半田常滑線の一部分に変更。
- 1998年（平成10年）
  - 6月16日 : 知多横断道路として地域高規格道路の計画路線に指定される。
  - 12月18日 : 全区間が調査区間に指定。
- 1999年（平成11年）12月17日 : 全区間が整備区間に指定。
- 2001年（平成13年）8月29日 : 事業変更許可、工事着手[7]。
- 2002年（平成14年）4月 : 一般有料道路事業から総合有料道路事業に変更許可[7]。
- 2005年（平成17年）1月30日 : 知多横断道路に改称。半田中央JCT/IC・宝来町間および運内・りんくうIC間開通。
- 2016年（平成28年）
  - 8月31日 : 愛知道路コンセッション（民間事業者）が愛知県道路公社と公共施設等運営権実施契約を締結[2]。
  - 10月1日 : 愛知道路コンセッションによる有料道路の運営開始。
- 2025年（令和7年）4月2日 : 半田中央JCT/IC - 常滑IC間に救急車緊急退出路を整備[10]。

### 今後の予定
- 2027年度 : 常滑JCT（仮称）で西知多道路と接続。
- 2046年3月31日：料金徴収期間の終期。愛知県道路公社の経営権の存続期間の終期[11]。

## インターチェンジなど
- 全区間愛知県内に所在。
- IC番号欄の背景色が■である部分については道路が供用済みの区間を示している。
また、施設名欄の背景色が■である部分は施設が供用されていない、または完成していないことを示す。
未開通区間の名称は仮称である。

| IC番号                                                                | 施設名          | 接続路線名                                       | 起点から （km） | 備考                           | 所在地 |
| --------------------------------------------------------------------- | --------------- | ------------------------------------------------ | --------------- | ------------------------------ | ------ |
| -                                                                     | 半田中央IC/JCT  | E87 知多半島道路 県道265号碧南半田常滑線（現道） | 0.0             |                                | 半田市 |
| -                                                                     | 緊急退出路      | 宝来平井1号線(上り線) 深谷宝来1号線(下り線)      |                 | 知多半島総合医療センターに接続 | 半田市 |
| -                                                                     | 常滑IC          | 国道155号                                        | 5.0             | 半田中央IC方面のみ             | 常滑市 |
| -                                                                     | 常滑JCT（仮称） | 西知多道路                                       |                 | 2027年接続予定                 | 常滑市 |
| -                                                                     | りんくうIC      | 県道522号中部国際空港線（一般道部分）            | 8.5             |                                | 常滑市 |
| -                                                                     | りんくうTB      | E87 中部国際空港連絡道路                         |                 |                                | 常滑市 |
| E87 中部国際空港連絡道路 セントレア東・中部国際空港旅客ターミナル方面 |                 |                                                  |                 |                                |        |

## 通過する自治体
- 愛知県
  - 半田市 - 常滑市

## 交通量
24時間交通量（台） 道路交通センサス
| 区間                    | 平成17（2005）年度 | 平成22（2010）年度 | 平成27（2015）年度 |
| ----------------------- | ------------------ | ------------------ | ------------------ |
| 半田中央IC/JCT - 常滑IC | 13,251             | 9,841              | 14,339             |
| 常滑IC - りんくうIC     | 18,616             | 12,706             | 13,741             |

（出典：「平成22年度道路交通センサス」・「平成27年度全国道路・街路交通情勢調査」（国土交通省ホームページ）より一部データを抜粋して作成）
- 令和2年度に実施予定だった交通量調査は、新型コロナウイルスの影響で延期された[12]。